# جان دته
جان دته (انگلیسی: Jon Dette؛ زادهٔ ۱۹ آوریل ۱۹۷۰) طبل‌زن اهل ایالات متحده آمریکا است. وی از سال ۱۹۹۰ میلادی تاکنون مشغول فعالیت بوده است.